# Миландор

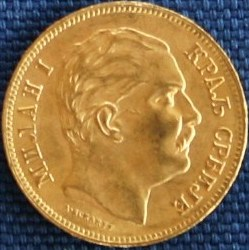
Аверс миландора 1882 року

Миландор — золоті монети Сербії, викарбувані в 1879 і 1882 роках під час правління Милана Обреновича (1869—1889).

## Опис
Сербія приєдналася до Латинського монетного союзу, який передбачав уніфікацію європейських грошових систем, в 1873 році    . Викарбувані в 1879 і 1882 роках золоті 20 динарів, а також 10 динарів 1882 року повністю відповідали за своїми ваговими характеристиками французьким і бельгійським 10 і 20 франкам, 10 і 20 італійським лірам і іншим монетам країн-учасниць союзу. 20 динарів містять 6,4516 г золота 900 проби (5,8 г чистого золота), 10 динарів мають вагу 3,2258 г при вмісті 2,9 г чистого золота .
Існує два монетних типи миландорів . 20 динарів 1879 року було викарбувано в Сербському князівстві при Милані Обреновичі IV, в той час як монети 1882 року з'явилися вже в Сербському королівстві при монарху з титулом Милан I. Аверс монет 1879 містив зображення монарха і круговий напис «МИЛАН М. ОБРЕНОВІЋ IV. КЊАЗ СРПСКИ », 1882 року -« МИЛАН I КРАЉ СРБІЈЕ ». На реверсі зазначений номінал (20 або 10 динарів), рік випуску, розташовані в вінку. У верхньому полі розташовується корона. Гурт 20 динарів містить напис «БОГ * ЧУВА * СРБІЈУ ***» (Господи захисти Сербію), 10 динарів рубчастий  .
Тираж мИландорІв був відносно невеликий. У 1879 році викарбували 50 тисяч монет номіналом в 20 динарів, в 1882 році - по 300 тисяч 10 і 20 динарів  . Слід зазначити, що миландори є єдиними золотими монетами князівства і королівства Сербія.